# Manota ovata
Manota ovata är en tvåvingeart som beskrevs av Heikki Hippa 2006. Manota ovata ingår i släktet Manota och familjen svampmyggor. Inga underarter finns listade i Catalogue of Life.